# Roland Lamah
Roland Lamah (Abidjan, 31 december 1987) is een in Ivoorkust geboren tot Belg genaturaliseerde voetballer die bij voorkeur als aanvallende middenvelder of aanvaller speelt. Lamah debuteerde in 2009 in het Belgisch voetbalelftal.

## Clubs
Lamah, een linkermiddenvelder, speelde in Ivoorkust voor Karthalla Abidjan en in België in de jeugd van CS Visé. Daar werd de middenvelder opgemerkt door RSC Anderlecht. Die club nam Lamah in 2004 over van Visé. In 2006 maakte Lamah zijn debuut in het A-elftal van Anderlecht.
In het seizoen 2007-2008 kwam Lamah op huurbasis voor Roda JC. Daar werd hij clubtopscorer, met elf doelpunten in tweeëndertig competitieduels. Roda JC probeerde Lamah aan het einde van het seizoen over te nemen, maar kon niet aan de vraagprijs voldoen.
In 2011 verhuisde Lamah naar Osasuna, waar hij een contract tekende voor drie jaar met optie op een vierde. Op 14 januari 2013 werdLamah voor anderhalf jaar verhuurd aan Swansea City, met een optie tot aankoop. Lamah was voornamelijk invaller bij Osasuna en hoopte bij Swansea City op meer speelminuten. Swansea City maakte geen gebruik van de optie tot koop.
Hij tekende in september 2014 een contract bij Ferencváros, dat hem transfervrij inlijfde. Van begin 2017 tot eind 2018 speelde hij bij FC Dallas. Hij vervolgde zijn loopbaan bij FC Cincinnati. Eind 2019 kwam hij zonder club te zitten. In maart 2021 sloot hij aan bij Memphis 901 dat uitkomt in de USL Championship.

## Nationaal elftal
Op 27 augustus 2009 werd Lamah voor het eerst opgeroepen voor Belgïë. Hij werd geselecteerd door bondscoach Frank Vercauteren voor het duel tegen Spanje. Op 9 september 2009 mocht hij in de laatste tien minuten tijdens de interland tegen Armenië zijn debuut maken voor het Belgisch nationaal elftal. Hierin zorgde hij voor de assist voor de enige Belgische goal. De daaropvolgende wedstrijd tegen Turkije op 10 oktober 2009, de eerste onder de nieuwe bondscoach Dick Advocaat, stond Lamah voor het eerst in de basis.

## Interlands
| Interlands van Roland Lamah voor België | Interlands van Roland Lamah voor België | Interlands van Roland Lamah voor België | Interlands van Roland Lamah voor België | Interlands van Roland Lamah voor België | Interlands van Roland Lamah voor België |
| No.                                     | Datum                                   | Wedstrijd                               | Uitslag                                 | Soort Wedstrijd                         | Doelpunten                              |
| Als speler bij Le Mans UC               | Als speler bij Le Mans UC               | Als speler bij Le Mans UC               | Als speler bij Le Mans UC               | Als speler bij Le Mans UC               | Als speler bij Le Mans UC               |
| --------------------------------------- | --------------------------------------- | --------------------------------------- | --------------------------------------- | --------------------------------------- | --------------------------------------- |
| 1.                                      | 9 september 2009                        | Armenië – België                        | 2 – 1                                   | WK Kwalificatie 2010                    | -                                       |
| 2.                                      | 10 oktober 2009                         | België – Turkije                        | 2 – 0                                   | WK Kwalificatie 2010                    | -                                       |
| 3.                                      | 14 oktober 2009                         | Estland – België                        | 2 – 0                                   | WK Kwalificatie 2010                    | -                                       |
| 4.                                      | 14 november 2009                        | België – Hongarije                      | 3 – 0                                   | Vriendschappelijk                       | -                                       |
| 5.                                      | 17 november 2009                        | Qatar – België                          | 0 – 2                                   | Vriendschappelijk                       | -                                       |
| Totaal                                  | Totaal                                  | Totaal                                  | Totaal                                  | Totaal                                  | 0                                       |

Bijgewerkt t/m 17 november 2009

## Erelijst
| Competitie             |            |            |            |            |
| Competitie             | Aantal     | Jaren      |            |            |
| Anderlecht             | Anderlecht | Anderlecht | Anderlecht | Anderlecht |
| ---------------------- | ---------- | ---------- | ---------- | ---------- |
| Kampioen Eerste klasse | 1x         | 2006/07    |            |            |
| Swansea City           |            |            |            |            |
| League Cup             | 1x         | 2012/13    |            |            |
| Ferencváros            |            |            |            |            |
| Beker van Hongarije    | 1x         | 2014/15    |            |            |
| Ligakupa               | 1x         | 2014/15    |            |            |